# 25-ös villamos (München)
A müncheni 25-ös jelzésű villamos a Berg am Laim és Grünwald között közlekedik.

## Története
2016. december 10-én a Max-Weber-Platztól meghosszabbították Berg am Laimig.

## Útvonala
| Grünwald, Derbolfinger Platz felé | Berg am Laim felé |
| --- | --- |
| Berg am Laim - Zamilastraße - Truderinger Straße - Einsteinstraße - Max-Weber-Platz - Kirchenstraße - Johannisplatz - Metzgerstraße - Milchstraße - Steinstraße - Franziskanerstraße - Regerplatz - Regerstraße - Tegernseer Landstraße - Grünwalder Straße - Geiselgasteigerstraße - Grünwald - Grünwald, Derbolfinger Platz | Grünwald, Derbolfinger Platz - Grünwald - Geiselgasteigerstraße - Grünwalder Straß - Tegernseer Landstraße - Regerstraße - Regerplatz - Franziskanerstraße - Steinstraße - Milchstraße - Metzgerstraße - Johannisplatz - Schloßstraße - Einsteinstraße - Truderinger Straße - Zamilastraße - Berg am Laim |

## Megállóhelyei
Az átszállási kapcsolatok között a Max-Weber-Platz és a Großhesseloher Brücke között azonos útvonalon közlekedő 15-ös villamos nincsen feltüntetve.

| Menetidő (perc) | Megállóhely                             | Menetidő (perc) | Átszállási kapcsolatok  |
| --------------- | --------------------------------------- | --------------- | ----------------------- |
| 0               | Berg am Laim végállomás                 | 40              | , 185 , 187 , 190 , 191 |
| 2               | Riedenburger Straße                     | 38              |                         |
| 3               | Vogelweideplatz                         | 37              | 9410                    |
| 4               | Einsteinstraße                          | 35              | 59 , 9410               |
| 6               | Grillparzerstraße                       | 34              | 54 , 100 , 9410         |
| 7               | Flurstraße                              | 33              | 148                     |
| 8               | Max-Weber-Platz                         | 32              | , 190 , 191 , X30       |
| 9               | Max-Weber-Platz (Johannisplatz)         | ∫               | , 190 , 191 , X30       |
| 11              | Wörthstraße                             | 29              |                         |
| 13              | Rosenheimer Platz                       | 27              | ,                       |
| 15              | Regerplatz                              | 25              | 62                      |
| 17              | Ostfriedhof                             | 23              | X30 , 148               |
| 20              | Silberhornstraße                        | 21              | , 58 , 148 , X30        |
| 21              | Tegernseer Landstraße                   | 19              | 54 , X30                |
| 23              | Wettersteinplatz                        | 18              |                         |
| 24              | Kurzstraße                              | 16              |                         |
| 25              | Südtiroler Straße                       | 15              |                         |
| 26              | Tiroler Platz                           | 14              |                         |
| 27              | Authariplatz                            | 13              |                         |
| 28              | Theodolindenplatz                       | 12              |                         |
| 29              | Klinikum Harlachin                      | 11              | 139                     |
| 31              | Menterschwaige                          | 9               |                         |
| 32              | Großhesseloher Brücke                   | 8               |                         |
| 33              | Schilcherweg                            | 7               |                         |
| 34              | Grünwald, Bavariafilmplatz              | 6               |                         |
| 35              | Grünwald, Robert-Koch-Straße            | 5               |                         |
| 36              | Grünwald, Parkplatz                     | 3               |                         |
| 38              | Grünwald, Ludwig-Thoma-Straße           | 2               |                         |
| 40              | Grünwald, Derbolfinger Platz végállomás | 0               | 224 , 271               |